# Pandemieverdrag
Het Internationaal Verdrag inzake pandemiepreventie, -paraatheid en -respons, kortweg Pandemieverdrag (Engels: International Treaty on Pandemic Prevention, Preparedness and Response), is een voorgestelde internationale overeenkomst om de preventie van, paraatheid voor en reactie op pandemieën te versterken en internationaal te coördineren. De 194 lidstaten van de Wereldgezondheidsorganisatie (WHO) zijn in december 2021 overeengekomen om onderhandelingen te beginnen door middel van een Intergouvernementeel onderhandelingsorgaan (INB) over een wereldwijd pandemieverdrag, waarbij ernaar wordt gestreefd om in mei 2024 een ontwerpovereenkomst af te ronden, en die voor te leggen op de 77e Wereldgezondheidsvergadering van 27 mei tot 1 juni 2024. Tegelijkertijd werd er ook een werkgroep ingericht die wijzigingen moest voorstellen aangaande de Internationale Gezondheidsregeling (IHR). Dit alles werd in gang gezet naar aanleiding van de coronapandemie.

## Achtergrond
Tijdens de coronacrisis kwamen, naast het gebrek aan eerlijke verdeling van middelen, meer punten van kritiek naar voren ten aanzien van de bestaande internationale samenwerking via de WHO en diens Internationale Gezondheidsregeling (IHR). Zo hekelde men het onvermogen van de WHO om Chinese rapporten onafhankelijk te kunnen verifiëren en daardoor te laat en onvolledig zou zijn geïnformeerd. Het gebrek aan macht van de WHO om zijn eigen regelingen af te kunnen dwingen en onafhankelijk onderzoek te kunnen verrichten in het land waar de uitbraak begon en het gebrek aan transparantie en data-uitwisseling tussen de landen.
In november 2020 – de coronavaccinatie stond op het punt te beginnen – stelde de voorzitter van de Europese Raad Charles Michel aan Tedros van de WHO voor om tot een nieuw internationaal verdrag te komen aangaande pandemiebestrijding. In januari 2021 kwamen vier evaluatierapporten uit die betrekking hadden op de rol van de WHO en de IHR bij de bestrijding van de coronacrisis tot dan toe. Op basis van deze rapporten besloot de Raad van Bestuur van de WHO tot de oproep aan de lidstaten om te komen tot een resolutie die oproept tot het versterken van de paraatheid en responscapaciteiten van de WHO.
Eind maart 2021 – de eerste vaccinatieronde tegen corona was aan de gang – onderschreven 26 wereldleiders, onder wie Mark Rutte, de noodzaak voor een internationale overeenkomst waarmee toekomstige pandemieën beter konden worden voorspeld, voorkomen en bestreden. Waarbij werd gewezen op de universele beschikbaarheid van vaccins, medicijnen en diagnostische en medische producten en het uitwisselen van onderzoeken en data en diende het One-Health benadering te worden gehanteerd. In de open brief werd verwezen naar het ad-hoc-programma Access to Covid-19 Tools Accelerator (ACT-A) waarmee de internationale gemeenschap vaccinontwikkeling wist te versnellen en een eerlijke verdeling van de vaccins probeerde te bewerkstelligen door middel van COVAX, met matig succes.

## Verdragsstatus
Er bestond eind 2021 geen overeenstemming over de juridische vorm van het toekomstige pandemieverdrag. Meer dan 70 staten, waaronder de Europese Unie en het Verenigd Koninkrijk, pleiten voor een sterk juridisch bindend internationaal verdrag, maar andere landen daarentegen, waaronder de Verenigde Staten, India en Brazilië, staan daar huiverig tegenover.
Een mogelijkheid is dat de Wereldgezondheidsvergadering een pandemieverdrag of -overeenkomst goedkeurt op grond van artikel 19, waarbij een tweederdemeerderheid zich moet uitspreken voor het verdrag. Op basis van deze procedure zal ieder lid zich aan het verdrag moeten houden. Dit is slechts één keer eerder gebruikt voor het WHO-Kaderverdrag inzake tabaksontmoediging.
Een andere mogelijkheid is dat Wereldgezondheidsvergadering een verdrag goedkeurt op grond van artikel 21 van haar statuten, vergelijkbaar met de juridische status van de Internationale Gezondheidsregeling. Bij deze vorm zijn de leden die de verdrag niet goedkeuren, op grond van artikel 22 niet verplicht het alsnog na te leven.

## Procedure
Op de 74ste World Health Assembly (Wereldgezondheidsvergadering - de ledenvergadering) van 31 mei 2021 werd, zoals gewenst door de Raad van Bestuur in januari, door middel van resolutie 74.7 de werkgroep Working Group on Strengthening WHO Preparedness and Response to Health Emergencies (WGPR) opgezet en deze werkgroep moest een rapport opstellen omtrent de voordelen van een conventie, overeenkomst of instrument en deze kunnen presenteren tijdens een speciaal WHA aan het einde van het jaar. Tussen juli en november 2021 kwam de WGPR vier maal samen en had men acht diepgravende sessies. Op 23 november 2021 verscheen het  verslag van de werkgroep WGPR voor de speciale zitting van de Wereldgezondheidsvergadering die plaatsvond van 29 november tot 1 december van datzelfde jaar. Tijdens die vergadering werd overeen gekomen om onderhandelingen te beginnen door middel van een Intergouvernementeel onderhandelingsorgaan (INB) over een wereldwijd pandemieverdrag. In de tussentijd zette het Directoraat in opdracht van de WGPR een database online (dashboard) met alle aanbevelingen van alle belanghebbenden.
Het Intergouvernementeel onderhandelingsorgaan (INB) voor het opstellen van, en onderhandelen over een WHO-verdrag, kwam voor het eerst bijeen op 24 februari 2022. De Europese Raad gaf de Commissie op 3 maart 2022 een onderhandelingsmandaat.
Op 1 februari 2023 verscheen het eerste concept, de zogenaamde zero draft, van het verdrag aan de vooravond van de vierde vergadering van het INB. Op 30 oktober 2023 verscheen een tweede concept van het verdrag en op 13 maart 2024 verscheen een derde concept van het verdrag.
Begin 2024 bleek dat de onderhandelaars nog weinig waren afgeweken van hun aanvankelijke standpunten over onder meer intellectuele eigendomsrechten, het delen van informatie over ziekteverwekkers en de overdracht van technologie. Een centraal knelpunt bleef het zogenaamde “mechanisme voor het delen van informatie en voordelen (Pathogen Access and Benefit-Sharing - PABS)”. De VS, EU, het Verenigd Koninkrijk, Canada, Zwitserland, de Verenigde Arabische Emiraten en de farmaceutische industrie hebben allemaal aangegeven dat ze niet akkoord gaan met het voorgestelde artikel over dit mechanisme.
In april 2025 kwam het INB met een definitief concept dat werd goedgekeurd tijdens de 78ste WHA in mei - exclusief de annex omtrent het PABS mechanisme. 124 landen stemde in met het verdrag, elf landen onthielden zich van stem, waaronder Nederland. In de tussentijd had Amerika onder leiding van Trump al aangekondigd dat ze uit de WHO stappen en praatte ze al niet meer mee binnen het INB. De aangesloten landen hebben achttien maanden om het verdrag te ratificeren. De maanden gaan pas tellen nadat ook het PABS mechanisme is goedgekeurd. Voor het goedkeuren van het PABS-mechanisme heeft men tot mei 2026 de tijd. Op 20 mei 2025 keurde de Algemene Vergadering van de WHO na lange onderhandelingen het verdrag goed.